# Charles Falconer
Charles Leslie Falconer, baron Falconer de Thoroton, né le 19 novembre 1951 à Édimbourg, est un pair et un avocat membre du parti travailliste britannique.
Il est le Lord grand chancelier et le premier secrétaire d’état aux affaires constitutionnelles en 2003 sous le Premier ministre Tony Blair, puis premier Secrétaire d'État à la Justice lors du remaniement de 2007 et l'élargissement du portefeuille du ministère des Affaires constitutionnelles. Il occupe ce poste pendant plus d’un mois, jusqu’à ce que Gordon Brown devienne Premier ministre en juin 2007. Falconer est remplacé par Jack Straw. Il est nommé secrétaire à justice fantôme sous la direction intérimaire de Harriet Harman en 2015, poste qu'il occupe après l'élection de Jeremy Corbyn à la tête du parti jusqu'à ce qu'il le quitte, avec des dizaines de ses collègues, le 26 juin 2016,.

## Jeunesse
Charles Leslie Falconer est né à Édimbourg, en Écosse, le 19 novembre 1951, fils de l'avocat John Leslie Falconer et de son épouse Anne Mansel. Son grand-père paternel John Ireland Falconer, est un ancien Lord Provost d'Edimbourg. Il fait ses études à l’Edinburgh Academy et au Trinity College, à Glenalmond. Il étudie le droit au Queens 'College de Cambridge.
Le 20 juillet 2010, Falconer se voit décerner un doctorat honorifique en droit par l'Université de Nottingham Trent.
Falconer est colocataire de Tony Blair quand ils sont tous deux jeunes avocats à Londres à la fin des années 1970 à Wandsworth. Tandis que Blair se lance en politique, Falconer se concentre sur sa carrière juridique. Il exerce à Fountain Court Chambers, à Londres, et devient Conseiller de la reine en 1991.

## Début de carrière politique, 1997-2003
Il demande à être candidat du parti travailliste au siège de Dudley North avant les élections générales de 1997, mais il gâche son audition devant le comité de circonscription du parti travailliste en refusant de retirer ses quatre enfants des écoles publiques. L’avocat Ross Cranston est choisi à la place et occupe le siège de 1997 à 2005. Cranston succède plus tard à Falconer en tant que solliciteur général, de 1998 à 2001.
Le 14 mai 1997, peu après que Blair soit devenu Premier ministre, Falconer est créé à pair à vie en tant que baron Falconer de Thoroton, de Thoroton dans le comté de Nottinghamshire. Premier pair créé sur la recommandation du nouveau Premier ministre, il rejoint immédiatement le gouvernement en tant que solliciteur général.
Il devient ministre d'État au Cabinet en 1998, prenant la responsabilité du Dôme du Millénaire à la suite de la démission de Peter Mandelson. Il acquiert le surnom de "secrétaire du dôme" au fil du temps. Il est fortement critiqué pour l'échec du Dôme à attirer du public, mais résiste aux appels à sa démission. Cela fait contraste avec le limogeage de la directrice générale de Dôme, Jennie Page, juste un mois après le fiasco de la soirée d'ouverture.
Après les élections de 2001, il rejoint le ministère des Transports, des Gouvernements locaux et des Régions en tant que ministre du Logement, de la Planification et de la Régénération. Il passe au Home Office en 2002, chargé de la justice pénale, de la détermination de la peine et de la réforme du droit.

## Ministre du Cabinet, 2003-2007
En 2003, il rejoint le Cabinet en qualité de secrétaire d'État aux Affaires constitutionnelles, devenant également Lord grand chancelier "pour la période intérimaire" avant la suppression prévue de ses fonctions. Le gouvernement fait valoir que la position d'un ministre du Cabinet en tant que juge et chef du pouvoir judiciaire n'est plus appropriée et que la Convention européenne des droits de l'homme ne la confirmerait plus.
Le poste de secrétaire d'État aux Affaires constitutionnelles reprend les responsabilités restantes du lord chancelier et est également le département de tutelle du secrétaire d'État du Pays de Galles et du secrétaire d'État de l'Écosse. Falconer annonce son intention de ne pas utiliser le pouvoir du Lord Chancellor pour siéger en tant que juge et cesse de porter la robe et la perruque traditionnelles.
Cependant, en 2006, Falconer déclare au Comité de la constitution de la Chambre des Lords qu'il regrette d'avoir fait campagne pour l'abolition du rôle de Lord Chancellor et est heureux que le titre ait été préservé. Selon lui, le poste "a toujours un rôle à jouer dans la défense de l'indépendance des tribunaux" .
En sa qualité de secrétaire d'État aux Affaires constitutionnelles, il s'efforce de faciliter la tâche des organes gouvernementaux en refusant de communiquer des documents en vertu de la loi sur la liberté de l'information (2000), estimant qu'ils coûtaient trop cher et prenaient trop de temps pour l'administration. La législation autorise le refus des demandes d’informations si leur coût est supérieur à 600 £ pour Whitehall et à 450 £ pour les autres organismes publics.

## Carrière politique après avoir quitté le cabinet
Il est remplacé dans ses fonctions ministérielles par Jack Straw lors du remaniement du cabinet à l'arrivée de Gordon Brown. Straw devenant le premier non-membre de la Chambre des Lords à assumer les fonctions historiques de Lord Chancellor.
Le 7 juin 2009, alors qu'il est interviewé par le BBC Politics Show, il appelle à un débat urgent sur le leadership de Gordon Brown, alors que les travaillistes se préparent à des résultats "terribles" lors des élections au Parlement européen de 2009, après avoir été "humiliés" à la lors des Élections locales britanniques de 2009. Il dit qu'il n'est "pas sûr" que le parti travailliste puisse s'unir tant que Brown restait leader.
Après avoir quitté ses fonctions, il occupe divers postes à l'extérieur du Parlement. Le 22 mai 2008, il est nommé président de l'AmicusHorizon Group Limited, propriétaire social enregistré. Le 8 juillet 2008, il rejoint le cabinet d’avocats américain Gibson, Dunn &amp; Crutcher en tant que conseil principal.
En 2014, il propose à la Chambre des Lords le projet de loi Assisted Dying, qui vise à légaliser l'euthanasie au Royaume-Uni pour ceux qui ont moins de six mois à vivre, en s'appuyant sur l'expérience de l'Oregon Death with Dignity Act. En 2018, il s'excuse pour son rôle en tant que Lord Chancellor dans la guerre contre la drogue et estime que la prohibition des drogues est un "désastre tragique" pour les pauvres du monde entier. Il estime que les gouvernements devraient prendre le contrôle de l'offre de drogue, réduisant ainsi le nombre de gangs violents, et propose que la réglementation légale de la production et de l'offre de drogue figure dans le prochain manifeste du parti travailliste.

## Vie privée
Il épouse Marianna Hildyard également avocate, en 1985. Elle devient QC en 2002. Son père, David Henry Thoroton Hildyard, est ambassadeur de Grande-Bretagne au Chili. Ils ont quatre enfants: Hamish, William "Rocco", Rosie et Johnny. Falconer place ses trois fils à la Westminster School et à la St Paul's School, et sa fille à la South Hampstead School.
Falconer est président d'Amnesty International à l'Université de Cambridge entre 2006 et 2007 et directeur de Sudan Divestment. Il est président du conseil d'administration d'une entreprise sociale établie dans la prison de Pentonville, Liberty Kitchen .